# Soltészperecsény
Soltészperecsény (1899-ig Precsin, szlovákul Prečín) község Szlovákiában, a Trencséni kerületben, a Vágbesztercei járásban. Nemeslak tartozik hozzá.

## Fekvése
Vágbesztercétőltól 8 km-re délkeletre fekszik.

## Története
A mai község területén a történelem előtti időkből a hallstatti kultúra, a puhói kultúra és laténi kultúra hagyta itt nyomait. Területén valószínűleg már a 10. században szláv település állt.
A mai falu első írásos említése 1385-ből „Prichen” alakban származik. 1469-ben „Prechyn”, 1485-ben „Preczin” néven említik a korabeli források. A falu első ismert birtokosa Podmaniczky Balázs volt, aki 1469-ben Hunyadi Mátyástól kapta a birtokot. 1485-ben Perecsényi Vencel is birtokot szerez a községben. Ezután a Perecsényi és Podmaniczky családok birtoka volt, később a vágbesztercei váruradalom része. 1598-ban 19 ház állt a faluban.
Az első név szerint ismert tanító a községben az 1696-ban itt tanító Kuliffay Miklós volt. Első iskoláját 1700-ban építették, ez még fából készült. Második, 1772-ben épített iskola épülete már kőből készült. 1720-ban 17 adózója és szőlőskertje is volt. 1784-ben 50 házában 54 családban 334 lakos élt.
A 18. század végén Vályi András így ír róla: „PRECSEN. Tót falu Trentsén Vármegyében, földes Ura Gróf Balassa Uraság, lakosai katolikusok, fekszik Praznóhoz nem meszsze, réttye, legelője, fája van, földgye közép termékenységű, második osztálybéli.”
1828-ban 45 háza és 437 lakosa volt. Lakói mezőgazdasággal és erdei munkákkal foglalkoztak. 1847-ben a tífuszjárványnak 104 áldozata volt a községben.
Fényes Elek 1851-ben kiadott geográfiai szótárában így ír a faluról: „Precsén, tót falu, Trencsén vmegyében, Beszterczétől keletre 1 mfdnyire. Van 406 kath., 5 zsidó lak. Kath. paroch. temploma és nagy urasági majorsága. F. u. b. Balassa és gr. Szapáry. Ut. p. Zsolna.”
1880-ban épült fel a község harmadik iskolája. 1884-ben egy nagy árvízben csaknem az egész falu elpusztult. A trianoni békéig Trencsén vármegye Vágbesztercei járásához tartozott.

## Népessége
| Év:            | 1994. | 2004.    | 2014.   | 2024.   |
| -------------- | ----- | -------- | ------- | ------- |
| Emberek száma: | 1261  | 1393     | 1440    | 1561    |
| Eltérés:       |       | +10,46 % | +3,37 % | +8,40 % |

| Év:            | 2023. | 2024.   |
| -------------- | ----- | ------- |
| Emberek száma: | 1555  | 1561    |
| Eltérés:       |       | +0,38 % |

1910-ben 502, túlnyomórészt szlovák lakosa volt.
2001-ben 1340 lakosából 1329 szlovák volt.
2011-ben 1401 lakosából 1311 szlovák volt.

## Nevezetességei
- Római katolikus temploma eredetileg gótikus stílusú volt, de a 16. század végén reneszánsz stílusban, majd 1737 és 1798 között barokk stílusban építették át.
- Barokk Szent Anna kápolnája 1758-ban épült, 1909-ben megújították. Főoltára és Nepomuki Szent János szobra a 18. század végén készült.

## Külső hivatkozások
- Hivatalos oldal
- Községinfó
- Soltészperecsény Szlovákia térképén
- E-obce.sk Archiválva 2007. november 26-i dátummal a Wayback Machine-ben
- A község története (szlovákul)

## Lásd még
- Nemeslak